# Denouncement Pyre
Denouncement Pyre ist eine australische Death- und Black-Metal-Band aus Melbourne, die im Jahr 2003 unter dem Namen Eradictor gegründet wurde.

## Geschichte
Die Band wurde im Jahr 2003 unter dem Namen Eradictor gegründet. Nachdem Chris „Volcano“ Broadway von Abominator als Schlagzeuger zur Band gekommen war, wechselte J. Eradicator zur E-Gitarre und der Name wurde in Denouncement Pyre abgeändert. Nach einem Demo unter dem Namen The Storm to End All Wars schloss sich Mitte 2005 ein Live-Album namens Barbaric Vengeance: Live 14/2/05 an. Währenddessen arbeitete die Gruppe an einer ersten EP, die 2006 unter dem Namen Under the Aegis of Damnation bei Apocalyptor Records erschien. Bereits Mitte desselben Jahres schloss sich eine zweite namens Hells Infantry bei Forgotten Wisdom Productions an. Letztere EP wurde im Januar 2008 als Schallplatte in Form einer Split-Veröffentlichung mit der neuseeländischen Band Diocletian unter dem Namen Chaos Rising bei Forgotten Wisdom Productions wiederveröffentlicht. Anfang 2008 wurde zudem eine weitere EP aufgenommen, die später im Jahr, Circle of the Black Flame betitelt, erschien. Über Hells Headbangers Records erschienen in den Jahren 2010 und 2013 unter den Namen World Cremation und Almighty Arcanum die ersten beiden Alben. Mittlerweile besteht die Band aus dem Gitarristen und Sänger D., dem Bassisten R. Prain, dem Schlagzeuger Luke „L.“ Wilson und dem Live-Gitarristen Rhys „M.“ Mathew.

## Stil
Robert Müller vom Metal Hammer beschrieb die Musik der Band als eine Mischung aus Black-, Death- und Thrash-Metal. Goat von metalreviews.com schrieb über World Cremation, dass hierauf eine Mischung aus Black- und Death-Metal mit einem leichten Grindcore-Einschlag zu hören ist. Man könne der Band anhören, dass die Mitglieder bereits Erfahrung in anderen Gruppen sammeln konnten. Das Lied The Flesh of Thy Master klinge durch Satyricon beeinflusst. Insgesamt könne man die Musik mit der von Belphegor und Angelcorpse vergleichen. Rebecca Böhning vom Legacy bezeichnete die Musik auf Almighty Arcanum auch als eine Mischung aus Death- und Black-Metal. Die Lieder seien meist sehr schnell, was vor allem durch das Schlagzeug bewirkt werde.

## Diskografie
- 2004: The Storm to End All Wars (Demo, Eigenveröffentlichung)
- 2005: Barbaric Vengeance: Live 14/2/05 (Live-Album, Tormented by the Undead Productions)
- 2006: Under the Aegis of Damnation (EP, Apocalyptor Records)
- 2006: Hells Infantry (EP, Forgotten Wisdom Productions)
- 2008: Chaos Rising (Split mit Diocletian, Forgotten Wisdom Productions)
- 2008: Circle of the Black Flame (EP, Forgotten Wisdom Productions)
- 2010: World Cremation (Album, Hells Headbangers Records)
- 2012: Darkness Manifest (EP, Hells Headbangers Records)
- 2013: Almighty Arcanum (Album, Hells Headbangers Records)
- 2016: Black Sun Unbound (Album, Hells Headbangers Records)
- 2022: Forever Burning (Album, Agonia Records)